# Turzás

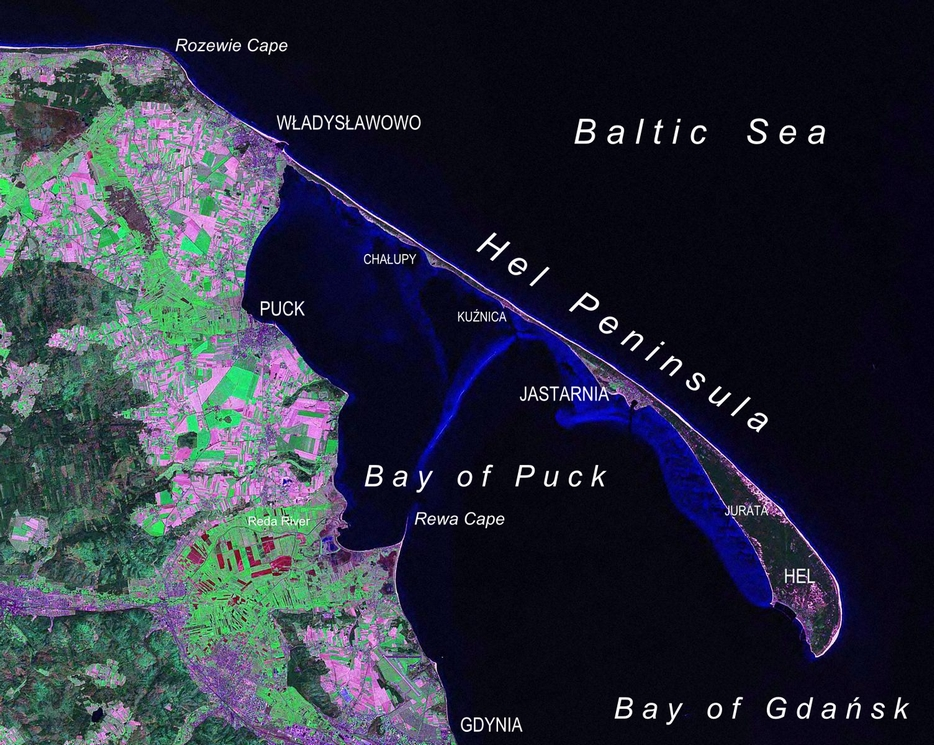
A Hel-félsziget (Lengyelország) az egyik leglátványosabb turzás.

A turzás az épülő sekély tengerparti területek sajátos homokformája. A turzások a partvonallal párhuzamosan futó, csekély magasságú, ám sokszor igen hosszan, több tíz kilométeren keresztül elnyúló szigetek, félszigetek. Néhol szigetsorként bukkannak a felszínre.  

## Kialakulása
A turzások kizárólag sekély tengerpartokon alakulnak ki. A tenger felől érkező hullámmozgás a partvidékről anyagot ragad el, ami a part víz alatt fekvő részén lerakódik. Az ilyen partok igen lassan mélyülnek a tenger irányában. A turzás ott képződik, ahol a partra kifutó hullámok elveszítik hordalékszállító mozgási energiájukat és a törmelékanyag a fenéken felhalmozódik. A hordalék idővel meghaladja a tenger szintjét. Minden a turzásra futó hullám újabb anyagszemcséket rak le, mielőtt  víz visszafolyna a tengerbe. 
A növekedését gyorsítja, ha időnként nagy energiájú hullámok egészen a turzás tetejéig csapnak. Ilyenkor a víz nem sodor vissza anyagot a tengerbe, hanem a homokban elszivárogván újabb szemcséket rak le. A turzás gerincvonala a legmagasabb hullámok magasságával egyenlő. (A puszta homokot a szél esetleg dűnékbe rendezi, ezért a turzás tovább magasodik.)

## Típusai
- Szegélyturzás – Abban az esetben alakul ki, ha a part meredeken bukik a tengerbe. Az anyag felhalmozódása ebben az esetben is bekövetkezik, de kizárólag a parton, ahhoz hozzáforrva épül turzás.
- Lídó – A parttól nagy távolságra képződő turzás neve lídó. A lídó nagyon kicsi lejtésű partokon alakul ki, ahol a hullámok már a partoktól távol elveszítik anyagszállító energiájukat. A lídó kezdetben különálló szigetekként bukkan felszínre, majd a szigetek folyamatosan egybeforrnak. A szigetek közötti lídókapun keresztül a tengervíz kapcsolatot tart a turzás mögött elhelyezkedő lagúnával. A lagúna egyes részei idővel teljesen lefűződhetnek a tengerről, kiédesedő, feltöltődő vizük különlegesen összetett élővilágnak nyújt otthont. Az ilyen holt lagúnák idővel teljesen a szárazföld részévé válnak. A lídó legszebb példája a Velencét védő földsáv, a Lido.
- Rekesztőturzás – Sekély tengeröblök bejáratánál képződik és idővel teljesen elzárja az öböl bejáratát. Ilyen a Visztula-öböl bejáratát szinte teljesen elzáró földnyelv.
- Turzáskampó – Ott alakul ki, ahol a partvonal futása hirtelen irányt vált a szárazföld belseje felé. Ilyenkor a turzás még egy szakaszon épül, majd a parttól eltávolodva lapossá, szétterülővé válik, végül a tengerbe vész.[1] Ilyen a Hel-félsziget Lengyelországban.
- Tomboló – A part előtti szigetek és a partvonal között létrejövő kettős forma. Az öböl és a part közötti sekély vízben két turzás képződik, mögöttük pedig lassan feltöltődő lagúna jön létre.
- Turzásháromszög – A különböző irányból érkező hullámverés hozza létre a partokon a háromszög alakú képződményeket. A Balatonban a Szántódi-félsziget a turzásháromszög típusba tartozik.[2]

## Galéria

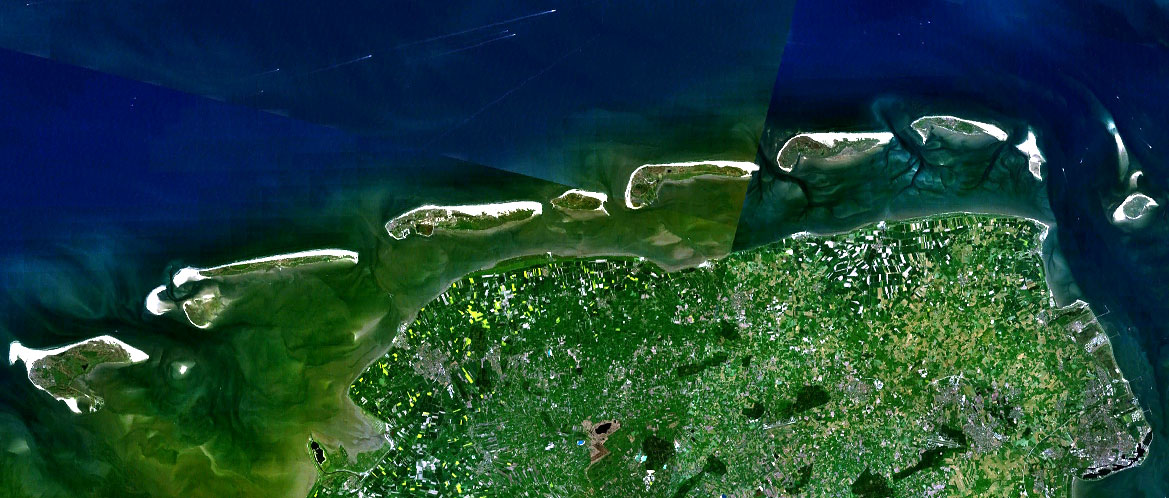
Keleti-Fríz-szigetek az épülő turzás példája
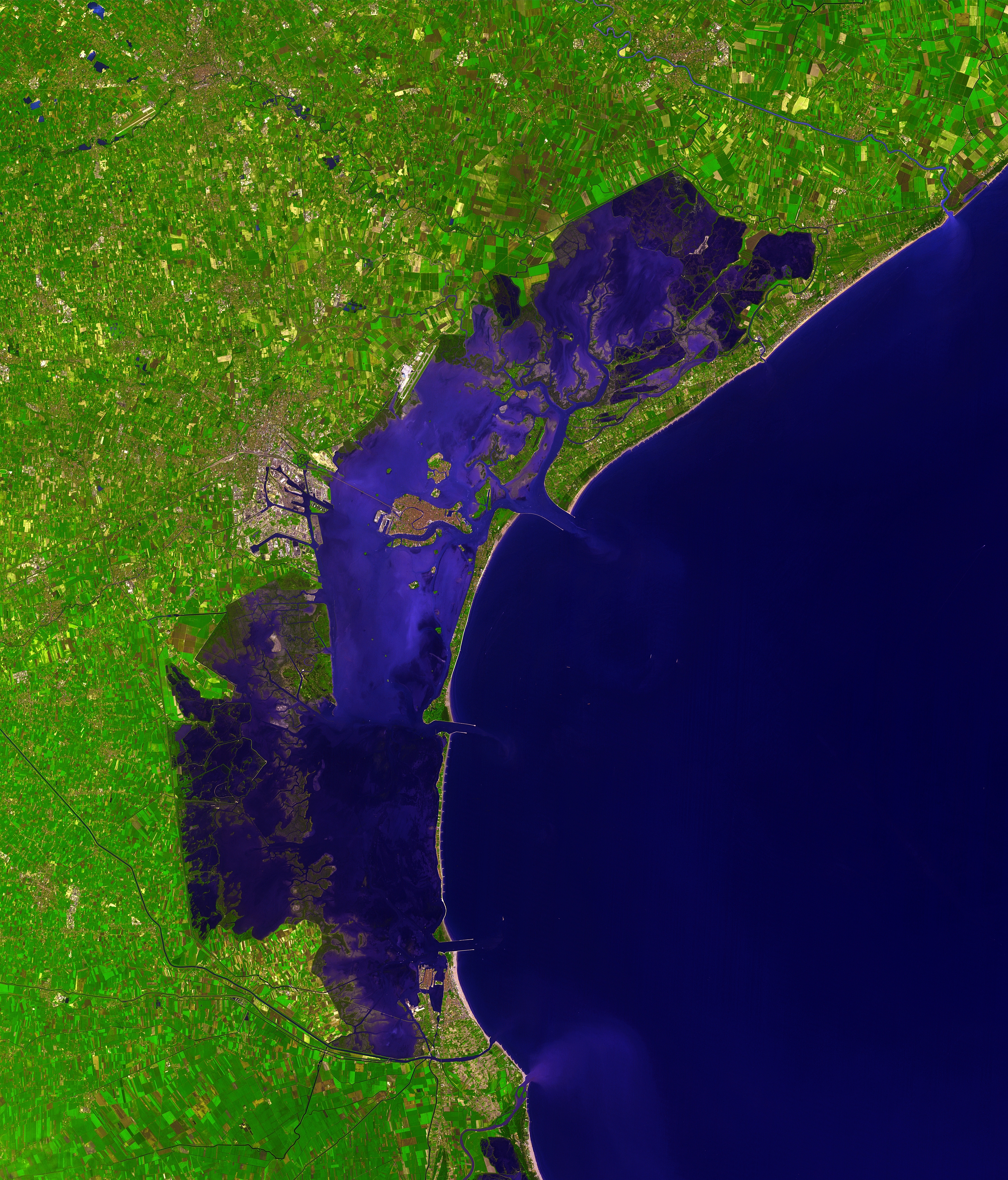
A lídó a Velencét védő turzásról kapta nevét
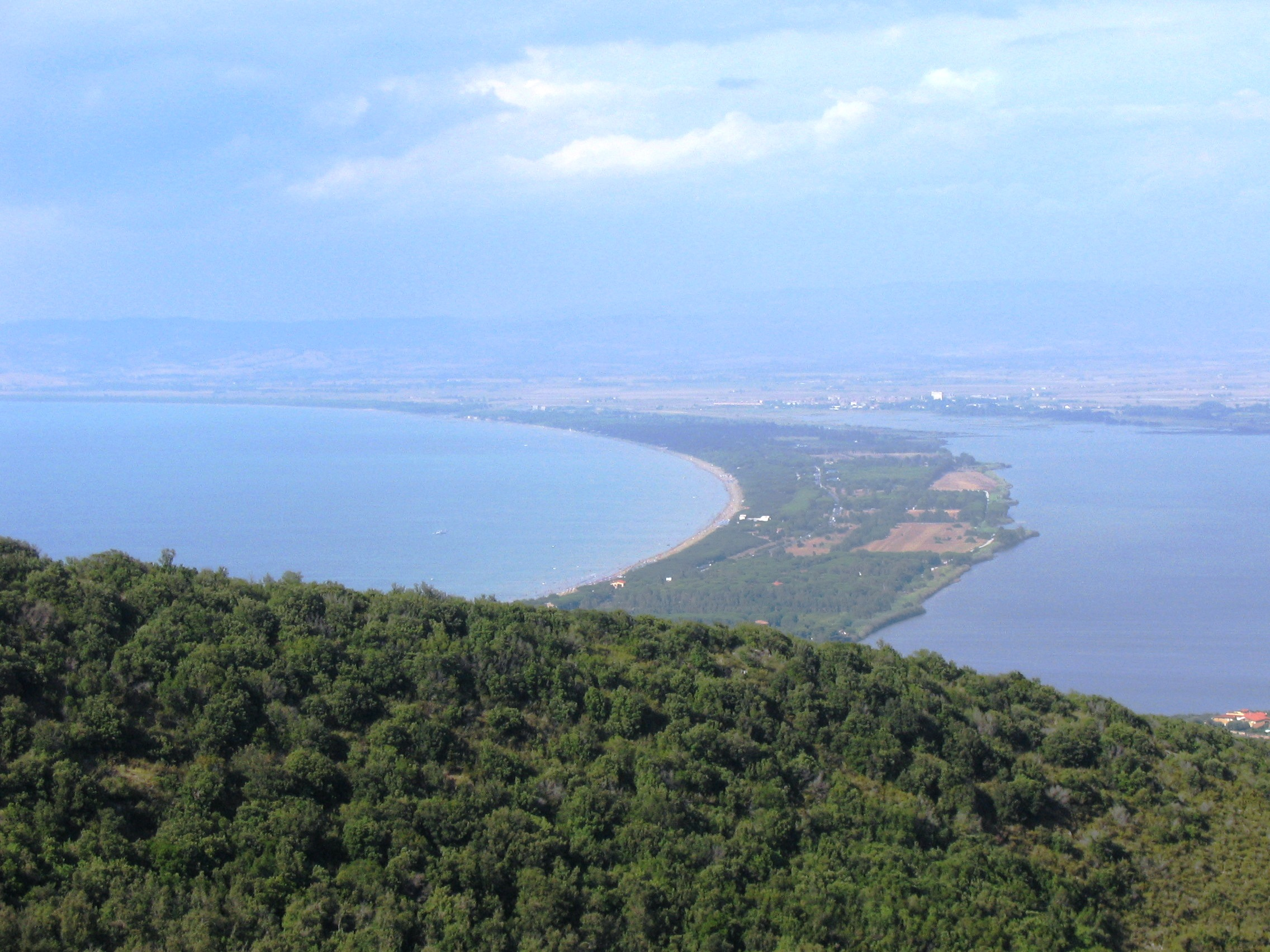
A Monte Argentariót a parthoz kapcsoló tomboló északi szárnya
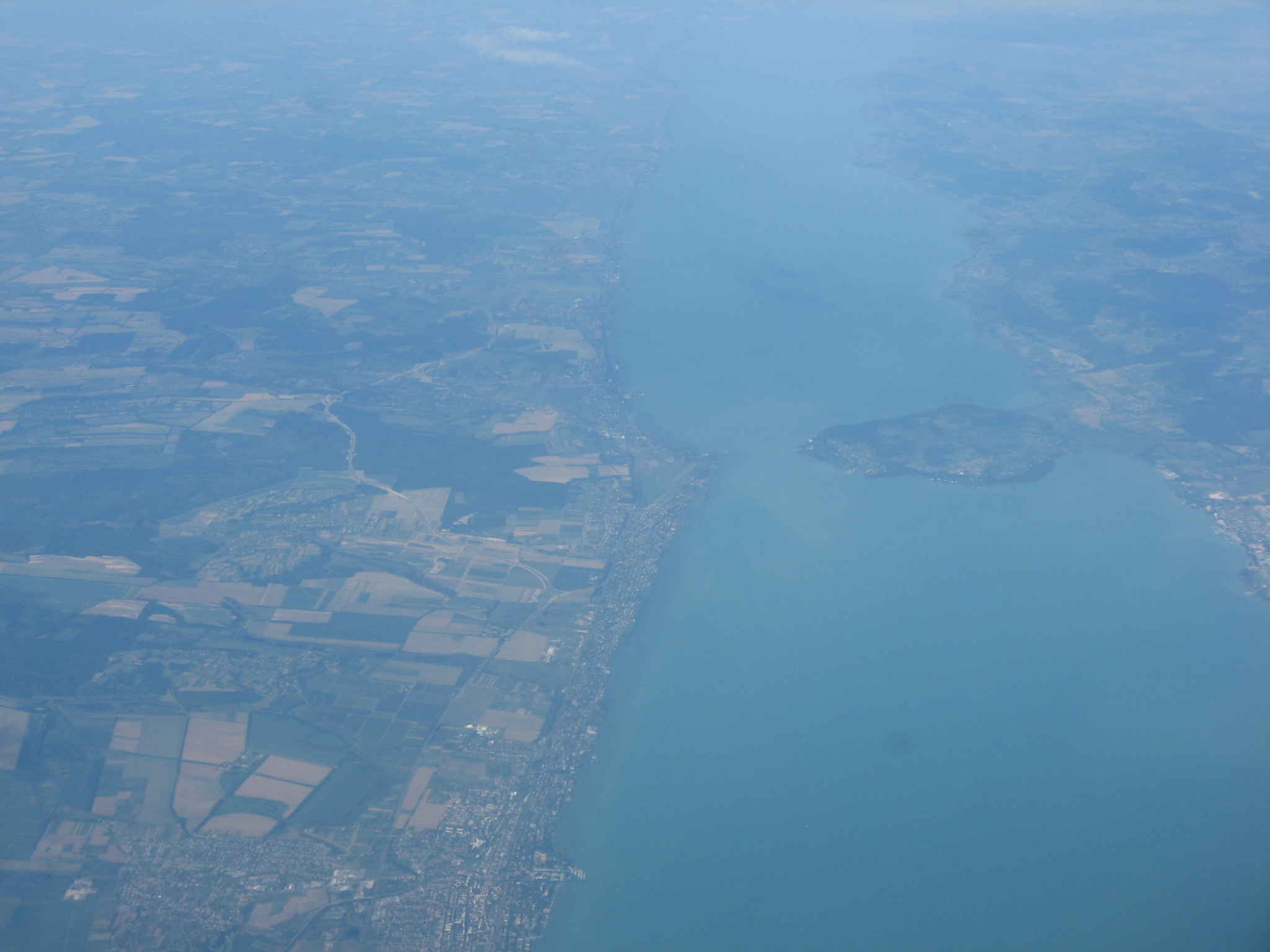
A szántódi turzásháromszög és a tihanyi tomboló
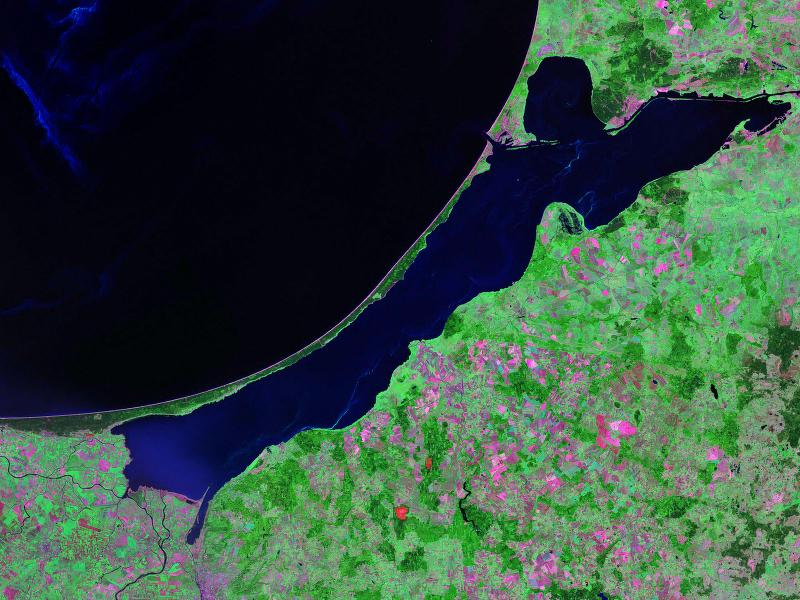
A Visztula-öblöt elzáró rekesztőturzás
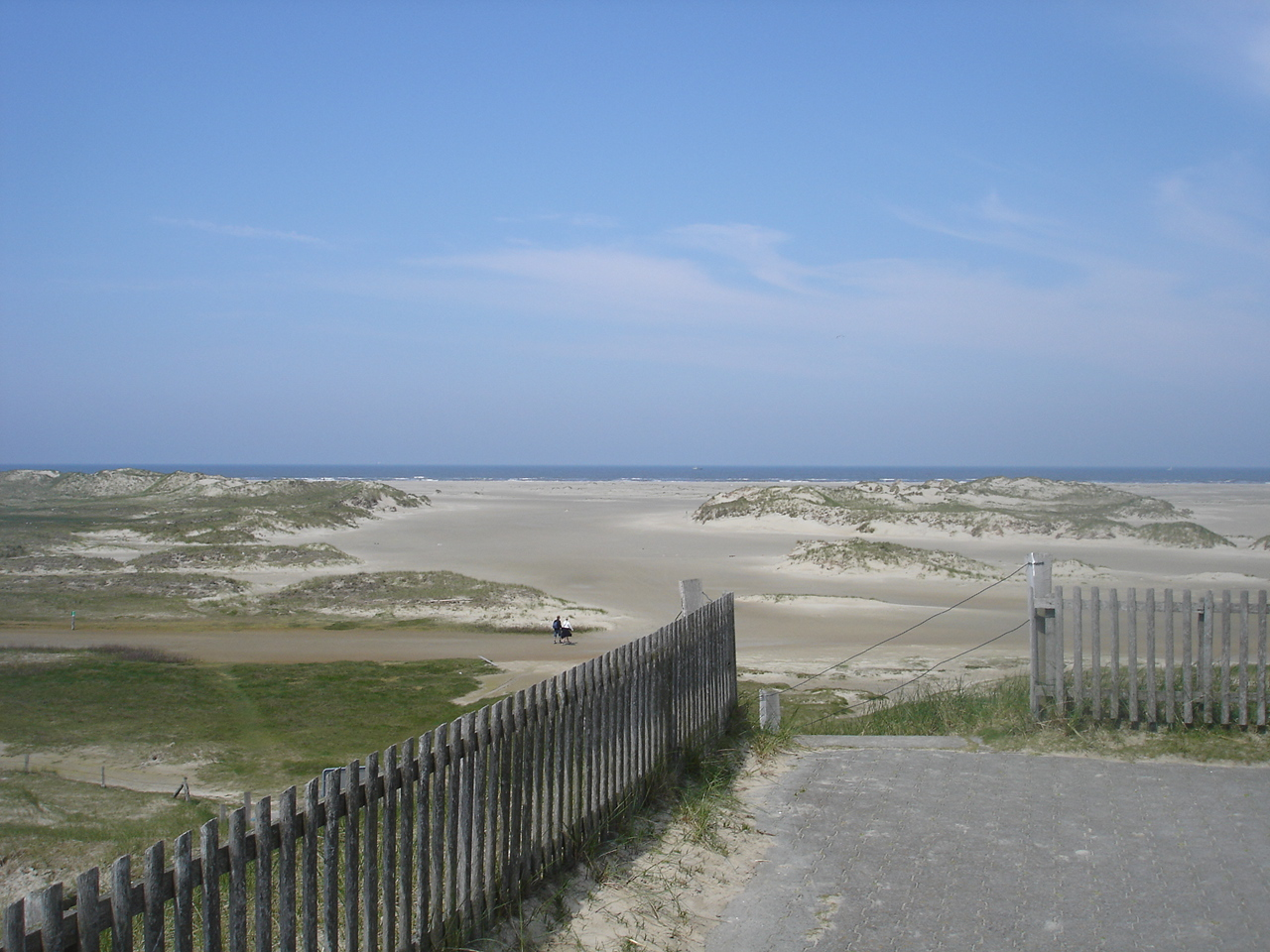
Szél által magasított turzás: Norderney sziget